# Hanna Michalak
Hanna Maria Michalak – polska architektka, profesor nauk technicznych inżynier, profesor zwyczajna Wydziału Architektury Politechniki Warszawskiej, w latach 2012–2016 pełniła funkcję prodziekan tego wydziału, specjalistka w zakresie mechaniki i konstrukcji budowlanych.

## Życiorys
Absolwentka Wydziału Inżynierii Lądowej Politechniki Warszawskiej 1986. W 1997 na podstawie napisanej pod kierunkiem Kazimierza Szulborskiego rozprawy pt. Wpływ optymalnych rozwiązań materiałowo-konstrukcyjnych na kształtowanie formy architektonicznej przekryć podwieszonych dużych rozpiętości uzyskała na Wydziale Architektury Politechniki Warszawskiej stopień naukowy doktora nauk technicznych w dyscyplinie architektura i urbanistyka w specjalności architektura i urbanistyka. Tam też w 2008 na podstawie dorobku naukowego oraz rozprawy pt. Kształtowanie konstrukcyjno-przestrzenne garaży podziemnych na terenach silnie zurbanizowanych otrzymała stopień doktora habilitowanego nauk technicznych w dyscyplinie architektura i urbanistyka. W 2015 prezydent RP nadał jej tytuł profesora nauk technicznych.
Została profesor zwyczajną Wydziału Architektury Politechniki Warszawskiej. W kadencji 2012–2016 była prodziekan tego wydziału.